# Alexander C. Hanson
Alexander C. Hanson (Annapolis, 1786. február 27. – Elkridge, 1819. április 23.), az Amerikai Egyesült Államok szenátora (Maryland, 1816–1819).